# 山旺生物群
山旺生物群（英語：Shanwang biota），又称山旺中新世生物群，在中国山东省临朐县山旺村发现的古生物化石群落。山旺古生物化石藏于沉积厚度约为25米的中新世硅藻土页岩内，已发现12个门类700余种属。山旺生物群化石形成于距今约1800年前，主要保存于中新世山旺组硅藻土页岩中，种类繁多，保存完整。动物化石包括昆虫、蜘蛛、鱼、两栖动物、爬行动物、鸟及哺乳动物等。植物化石有苔藓、蕨类、裸子植物、被子植物及藻类等。植物化石以枝叶最多，多数保留原有颜色，花、果实和种子的化石也保存得非常完美。山旺的硅藻土沉积厚度约为25米，因层薄如纸，每1厘米厚可达四五十层，稍加风化便像书页一样一层层的翘起，曾被古人比喻为“万卷书”。山旺化石为探索中国华东北部地区的中新世动物群、古地理、古气候以及地层对比提供了重要依据。

## 形成
山旺古生物化石形成于1800万年前，属中新世古生物化石遗迹。山旺化石产地位于鲁西中台隆东北部、昌乐凹陷南沿，其地层自太古宙以来一直比较稳定，处于自然剥蚀状态，至中生代后期，地层开始活动，火山喷发，地表变形，出现了一个盆形地貌。至约1800万年前新生代中新世，因河水流入和雨水蓄存而形成一个淡水湖泊，周边火山喷发物玄武岩等经风化分解形成硅质胶溶体，丰富的二氧化硅给硅藻的生存提供了物质条件。通过对出土化石的研究，山旺生物群中除了温带动物外，还有包括很多亚热带常绿阔叶树种、落叶阔叶树种，以及亚热带地区动物。证明该地区在中新世时森林茂密，林中藤本植物盘绕，生活着各类虫鸟走兽。山旺湖中的硅藻群则根据水的深浅分成浮游型和底栖沿岸型两个大类，近处还生长有黑三棱、金鱼藻等，从而又给大量着生硅藻和附生硅藻提供了生长条件。湖中沉积物随着岁月流逝而日渐增多，许多动植物又因火山喷发、地壳变动等原因无法适应环境改变而死亡，并在死亡后陷入湖中被硅藻及其他沉积物埋葬。由于硅藻土的吸附、隔音、保温等性能，山旺湖中的动植物尸体最终经过各种变化成为化石。

## 植物群
植物化石有真菌、苔藓、蕨类、裸子、被子植物及藻类。化石以植物的枝叶最多，花、果实和种子的化石保存也十分完美。

## 动物
动物化石有昆虫、鱼、两栖、爬行、鸟及哺乳动物。

## 真菌

### 研究史
王宪曾在研究植物孢粉的过程中，发现真菌化石9属15种，其中3个为新种，化石以新近纪常见的小盾壳科（Microthyriaceae）为主。

### 物种列表
| 属                                | 种                                                      | 说明                                               | 信息来源 |
| --------------------------------- | ------------------------------------------------------- | -------------------------------------------------- | -------- |
| 无孔单胞孢属 Inapertisporites     | Inapertisporites circularis                             |                                                    |          |
| 无孔单胞孢属 Inapertisporites     | 圆形无孔单胞孢（比较种）Inapertisporites cf. rotundus   | 与圆形无孔单胞孢（Inapertisporites rotundus）相似  | :32      |
| 无孔双胞孢属 Dicellaesporites     | Dicellaesporites doliiformis                            |                                                    |          |
| 无孔双胞孢属 Dicellaesporites     | Dicellaesporites levis                                  |                                                    |          |
| 无孔多胞孢属 Multicellaesporites  | 伸长无孔多胞孢 Multicellaesporites elongatus            |                                                    | :36      |
| 无孔多胞孢属 Multicellaesporites  | Multicellaesporites isotalus                            |                                                    |          |
| 无孔多胞孢属 Multicellaesporites  | Multicellaesporites minor                               |                                                    |          |
| 无孔多胞孢属 Multicellaesporites  | 卵形无孔多胞孢 Multicellaesporites ovatus               |                                                    | :39      |
| 单孔球形孢属 Monoporisporites     | 单孔球形孢（未定种）Monoporisporites sp.                |                                                    |          |
| 双孔孢属 Diporisporites           | 普通双孔孢 Diporisporites communis                      |                                                    | :46      |
| 双孔多胞孢属 Diporicellaesporites | 桶形双孔多胞孢 Diporicellaesporites dolium              |                                                    | :49      |
| 葡萄孢属 Staphlosporonites        | 盘形葡萄孢（比较种） Staphlosporonites cf. discitypicus | 与盘形葡萄孢（Staphlosporonites discitypicus）相似 | :51      |
| Polyadosporites                   | Polyadosporites sp.                                     |                                                    |          |
| 小盾壳孢属 Microthyriacites       | 掌状小盾壳孢（比较种） Microthyriacites cf. palmatus    | 与掌状小盾壳孢（Microthyriacites palmatus）相似    | :52      |

## 化石收藏与数字化

### 收藏
1980年，山东省人民政府编制委员公布将设立山旺古生物化石博物馆。1982年，博物馆开始在临朐县城正式开工建设，距离山旺化石产地20公里。1985年，第一期工程竣工，称山旺古生物化石陈列馆，馆体采用明末清初二层楼阁式建筑形式。1996年，博物馆第二期工程建成并投入使用，主体分为三层楼房。现为临朐县博物馆（山东临朐山旺古生物化石博物馆），国家二级博物馆，占地10000平方米，建筑面积4000平方米，除山旺动植物化石外，还展出有临朐县的历史文化、民俗文化、佛教造像和石刻文物等，是一座综合性博物馆。
山旺国家地质公园博物馆建成于2004年，馆藏化石218件，库存化石5000余件。除临朐县博物馆、山旺国家地质公园博物馆外，山旺石化还被中国地质博物馆、上海博物馆、山东博物馆等博物馆展藏。根据2010年9月国务院法制办新闻记者会称，山旺生物群化石现已发现了10多个门类的400余种生物化石。根据2019年1月媒体报道，山旺古生物化石已发现并命名的有12个门类700余种属。

### 数字化
2016年，临朐县山旺化石管理处对“山旺古生物化石档案数字化项目”进行立项，通过查阅资料、调查走访、咨询专家等方式，将每一件化石的名称、门类、种属以及发掘信息等造册建档，对全部馆藏和库存化石拍摄照片并整理存档，对7件国家一级重点保护化石进行3D扫描处理并建立三维数据库。采购古生物化石档案数据库管理软件及设备，将5200余件古生物化石基本信息及照片信息录入管理软件，建立山旺古生物化石目录数据库。2018年11月，化石档案数字化加工任务和软硬平台建设完成，项目顺利通过山东省专家组的验收，是山东省第一家实现古生物化石档案数字化的单位。

## 备注
1. ↑  中文名参考《渤海沿岸地区早第三纪孢粉》一书[11]